# Veleposlaništvo Republike Slovenije na Filipinih
Veleposlaništvo Republike Slovenije na Filipinih je diplomatsko-konzularno predstavništvo (veleposlaništvo) Republike Slovenije na Filipinih. Deluje od leta 2024, uradno je bilo odprto leto kasneje.

## O predstavništvu
Veleposlaništvo Republike Slovenije na Filipinih je z delovanjem je začelo aprila 2024. Sprva ga je vodil odpravnik poslov Dragan Barbutovski. Prva slovenska veleposlanica na Filipinih je postala dr. Smiljana Knez, na to mesto je bila uradno imenovana 28. novembra 2024. Veleposlaništvo je bilo uradno odprto 11. marca 2025, ko je Manilo obiskala ministrica za zunanje in evropske zadeve Republike Slovenije Tanja Fajon. Odprtja se je udeležila tudi namestnica zunanjega ministra Filipinov Theresa P. Lazaro.
Veleposlaništvo deluje v poslovni stolpnici RCBC Plaza, ki je 16. najvišja stavba na Filipinih. V njej je poleg slovenskega več tujih diplomatskih predstavništev, med drugim Avstralije, Kanade, Nemčije, Irske, Južne Afrike in Ukrajine ter delegacija Evropske unije.

## Veleposlaniki
- Smiljana Knez, 28. november 2024–